# Steffen Uslar
Steffen „Ussi“ Uslar (* 11. April 1969 in Kühnhausen (Erfurt)) ist ein ehemaliger deutscher Radrennfahrer, der zwischen 1987 und 1998 aktiv war. Bis 1989 startete er für den SC Turbine Erfurt.
Uslar gewann die 7. Etappe der DDR-Rundfahrt 1989. Er bestritt mit dem deutschen Nationalteam die Internationale Friedensfahrt 1993, wurde 6. mit der Mannschaft und 29. in der Gesamtwertung. Den größten Karriereerfolg erzielte er 1994 als Gesamtsieger der Thüringen Rundfahrt, vor Jens Zemke und Thomas Liese.
Uslar beendete 1998 die aktive Sportlaufbahn und wurde 2013 Radsport-Stützpunkttrainer in Erfurt.

## Teams
- 1992: TSV Erfurt
- 1993:	TSV Erfurt-Minol
- 1997: Köstritzer